# Liste des médaillées françaises aux championnats d'Europe de tumbling
La liste complète des médaillées françaises aux championnats d'Europe de tumbling. Seules sont indiquées les éditions durant lesquelles les gymnastes françaises ont obtenu au moins une médaille.
Tableau mis à jour après les championnats d'Europe de Bakou en 2021.
| Lieux (Année)     | Épreuve                                        | Épreuve                                                                           |
| Lieux (Année)     | Individuel                                     | Par équipe                                                                        |
| ----------------- | ---------------------------------------------- | --------------------------------------------------------------------------------- |
| Burgos (1983)     | Magalie Lakiere                                |                                                                                   |
| Groningue (1985)  | Isabelle Jagueux Sandrine Vacher               | Isabelle Jagueux Sandrine Vacher Muriel Boudsocq                                  |
| Braga (1987)      | Isabelle Jagueux Muriel Boudsocq               | Isabelle Jagueux Muriel Boudsocq Corinne Robert Katia Legentil                    |
| Copenhague (1989) | Corinne Robert Chrystel Robert Muriel Boudsocq | Chrystel Robert Muriel Boudsocq Corinne Robert Katia Legentil                     |
| Poznan (1991)     | Corinne Robert Chrystel Robert Katia Legentil  | Chrystel Robert Corinne Robert Christelle Giroud Katia Legentil                   |
| Sursee (1993)     | Chrystel Robert Corinne Robert                 | Chrystel Robert Corinne Robert Christelle Giroud Marie Guinet                     |
| Antibes (1995)    | Chrystel Robert Corinne Robert                 |                                                                                   |
| Eindhoven (1997)  | Chrystel Robert                                |                                                                                   |
| Dessau (1998)     | Karine Boucher                                 | · Karine Boucher · Chrystel Robert · Marlène Bayet · Mélanie Avisse               |
| Eindhoven (2000)  | Chrystel Robert                                | Marion Limbach Mariama N'Dour Melanie Avisse Chrystel Robert                      |
| Sofia (2004)      |                                                | · Delphine François · Emeline Millory · Marion Limbach · Claire Bredillet         |
| Metz (2006)       |                                                | Mélanie Avisse Elisa Faure Marion Limbach Delphine François                       |
| Valladolid (2016) |                                                | Léa Callon Marie Deloge Emilie Wambote Lauriane Lamperim                          |
| Bakou (2018)      |                                                | Léa Callon Marie Deloge Emilie Wambote Lauriane Lamperim                          |
| Sotchi (2021)     | Candy Brière-Vetillard                         | · Candy Brière-Vetillard · Manon Morançais · Maëlle Dumitru-Marin · Lucie Tumoine |